# Hoya chinghungensis
Hoya chinghungensis är en oleanderväxtart som först beskrevs av Ying Tsiang och P. T. Li, och fick sitt nu gällande namn av Michael George Gilbert. Hoya chinghungensis ingår i släktet Hoya och familjen oleanderväxter. Inga underarter finns listade i Catalogue of Life.